# Scleria millespicula
Scleria millespicula är en halvgräsart som beskrevs av Tetsuo Michael Koyama. Scleria millespicula ingår i släktet Scleria och familjen halvgräs. Inga underarter finns listade i Catalogue of Life.